# Megingoz
Megingoz (± 920 - 998/1001) (bijgenaamd de Bruine) was van onbekende afkomst. Hij speelde aan het einde van de 10e eeuw een rol in de geschiedenis van wat later het graafschap Gelderland ging heten. Rond 970 werd zijn dochter Adelheid in Geldern geboren.
Megingoz wordt genoemd als graaf van de Avalgouw.
Hij trouwde met Gerberga van Gulik. Zij was een dochter van Godfried van Gulik uit de familie van Matfrieden en Ermentrude, mogelijk de oudste dochter van koning Karel de Eenvoudige, die ook koning van Lotharingen was, maar in 923 werd afgezet. Van vaderskant was zij een kleindochter van Gerard I van de Metzgau en Oda van Saksen, dochter van hertog Otto I van Saksen, de man die de basis legde voor de macht der Ottonen. 
Toen zijn zoon Godfried in 977 werd gedood tijdens een veldtocht van Otto II in Bohemen, trok Megingoz zich terug en bestuurde zijn bezittingen.  
Gerberga, de echtgenote van Megingoz, stichtte de abdij van Vilich, ten noordoosten van Bonn. Zij stierf in 995. Megingoz stierf kort daarop, na 998.

## Kinderen
Samen met zijn vrouw Gerberga van Gulik kreeg hij de volgende kinderen
- Godfried († 977), Op jonge leeftijd gesneuveld in een veldtocht tegen de Bohemen
- Ermentrude van Avalgouw (957), getrouwd met de veel oudere Heribert, graaf van de Kinziggouw, (Konradijnen)
- Adelheid (960/970, † 3 februari 1010/1021), abdis van Vilich
- Alberada
- Bertrada, († 1000), abdis in Keulen,